# Saint-Sorlin-de-Conac
Saint-Sorlin-de-Conac é uma comuna francesa na região administrativa da Nova Aquitânia, no departamento de Charente-Maritime. Estende-se por uma área de 15,37 km². Em 2010 a comuna tinha 202 habitantes (densidade: 13,1 hab./km²).